# Мерфи, Майк
Майк Мёрфи (англ. Mike Murphy); род. 15 января 1989, Кингстон) — канадский хоккеист, вратарь.

## Карьера
Начал заниматься хоккеем в родном Кингстоне, играл за «Кингстон Вояджерс». В Хоккейной лиге Онтарио выступал за «Бельвиль Буллз», проявив себя как один из лучших вратарей Канадской хоккейной лиги своего поколения.
В 2008 году был задрафтован под 165-м номером «Каролиной», с 2009 года выступал за её фарм-клубы в Американской хоккейной лиге — «Олбани Ривер Рэтс» и «Шарлотт Чекерс».
В сезоне НХЛ 2011/12 дебютировал в основном составе «Каролины». Сыграл за клуб 2 неполных матча.
Летом 2012 года перешёл в московский «Спартак», выступающий в Континентальной хоккейной лиге, где провёл всего семь матчей, пропуская в среднем по 4,84 шайбы за игру. «Красно-белые» решили разорвать контракт с вратарём, после чего Майк несколько месяцев был без клуба, а затем вернулся в «Шарлотт Чекерс».

## Достижения
- Лучший вратарь года CHL 2008/09.
- Лучший вратарь года OHL 2007/08 и 2008/09.
- Обладатель Дэйв Пинкни Трофи: 2008/09